# NGC 120
NGC 120 este o galaxie lenticulară situată în constelația Balena (Cetus). A fost descoperită în 27 septembrie 1880 de către Wilhelm Tempel și observată încă o dată în 16 noiembrie 1890 de către Guillaume Bigourdan.